# Вступ німецької армії до Києва (1918)

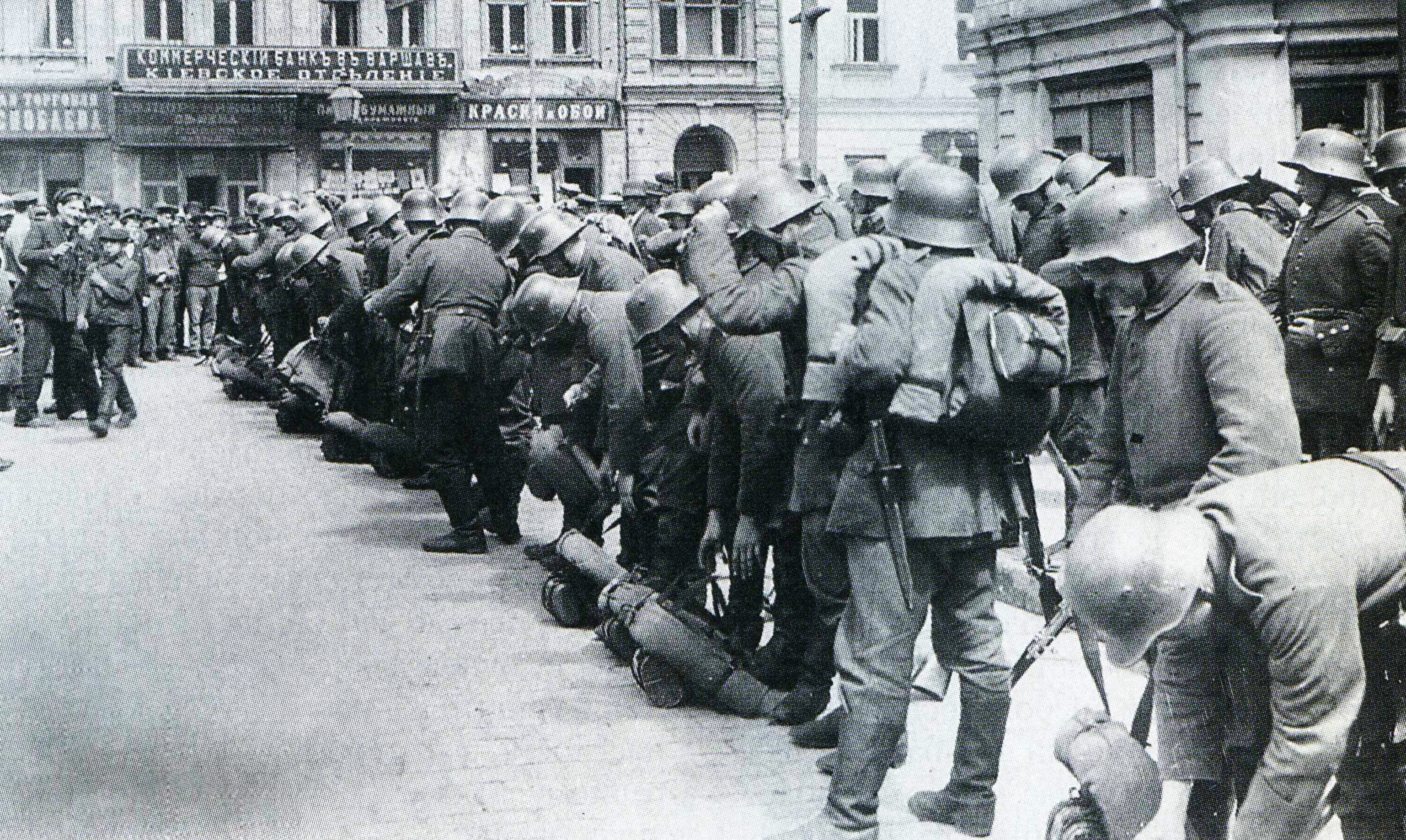
Німці в Києві.

У березні 1918 року німецькі війська вступили до Києва. Це відбувалося під час Першої світової війни, в ході наступу австрійсько-німецьких військ Центральних держав, які були запрошені Українською Центральною Радою у рамках Берестейських домовленостей.

## Передумови
Конфлікт з більшовицьким урядом Росії змусив уряд Української Народної Республіки розпочати переговори з Німеччиною та Австро-Угорщиною. 9 лютого 1918 року у Брест-Литовську відбулось підписання мирного договору між УНР та цими країнами, у результаті чого Україна не тільки вийшла з Першої світової війни, а й була визнана як суб'єкт міжнародного права. Державний суверенітет УНР визнала також і РРФСР, яка відмовилась від претензій на неї, як федеративну частину єдиної Росії.
У цей самий час у Києві перебували більшовицькі війська на чолі з Михайлом Муравйовим і на вигнання їх власними силами українська влада не сподівалась. Тому 12 лютого 1918 Рада народних міністрів УНР, яка перебувала у Житомирі, ухвалила рішення просити військової допомоги у Німеччини. Того ж дня німецькій делегації у Брест-Литовську було передано заклик до німецького народу з проханням про допомогу. 21 лютого німецькі, а 27 лютого й австрійські війська розпочали просування в Україну.

## Просування німецьких військ
Загальна чисельність німецько-австрійських військ невдовзі досягла 450 тисяч солдатів і офіцерів. Вони швидко просувались вперед майже не зустрічаючи опору. Командування німецького корпусу, що рушив через Бердичів на Київ, пішло на переговори з урядовцями Центральної Ради та командуванням Запорізького корпусу. Було узгоджено, що наступаючи на Київ, українські частини, Січові Стрільці та гайдамаки мусили йти попереду німецького війська.
Тим часом більшовицьке військо у Києві швидко розкладалося. Його переважну частину складали солдати-фронтовики. Втомлені війною, вони бажали лише одного — якомога скоріше роз'їхатися по домівках. Бойовий дух червоногвардійських частин, які понесли значні втрати під час вуличних боїв, також підупав. До того ж Михайло Муравйов, так само як і головнокомандувач Антонов-Овсієнко, вважали захоплення Києва остаточною перемогою над Центральною Радою і не сподівались на її повернення.
Ще напередодні полишення міста комісарка Євгенія Бош, виступаючи на мітингу, з пафосом стверджувала, що Київ не буде зданий, а вже за дві години по тому вона разом з іншими радянськими поплічниками промчалась швидкісними автомобілями вгору по Олександрійській вулиці і звідти на лівий берег Дніпра. З міста радянська влада пішла без бою.

## Наступ на Київ

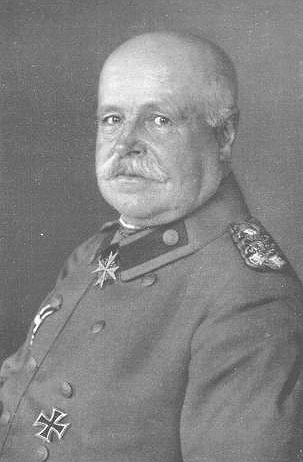
Генерал-полковник Герман фон Ейхгорн, голова Київського угруповання німецьких військ.

Загальний наступ українського війська на Київ відбувався під командою генерала Костянтина Прісовського. На підступах до міста 28 лютого 1918 року українські підрозділи розбили рештки більшовицького загону Василя Кіквідзе біля Северинівки (в межах сучасного міста Ірпінь).
Шлях на Київ був вільний. До 14 години 1 березня нечисленні залишки більшовицького війська відійшли на лівий берег Дніпра, у Дарницю. Того ж дня кияни побачили на вулицях нечисленні підрозділи українського війська: гайдамаків Симона Петлюри, Січових Стрільців Євгена Коновальця та запорожців Костянтина Прісовського. Їм було влаштовано урочисту зустріч з церковними дзвонами та молебнями.
Німецька армія вступила до міста наступного дня, прибувши залізницею. За словами очевидців, німецькі солдати здавались похмурими і втомленими, вони зовсім не нагадували бравих німецьких вояків. Проте підрозділи не пішли одразу до міста. Німці почали з того, що мобілізували кілька десятків жінок, які гарячою водою і милом вимили вокзал. Потім там же на вокзалі близько десяти годин німецьке військо приводило себе в порядок. І лише наступного дня колони німців вступили до міста, влаштувавши урочистий парад на Софійському майдані. Цього разу вони вже відповідали традиційному уявленню про німецьку армію.

## Нове життя міста
Ставлення киян до німецького війська було двоїстим. З одного боку це все-таки були визволителі від більшовиків, з іншого — німці уособлювали ворога, з яким кілька років велася важка й кровопролитна війна. Проте, на відміну від більшовиків, німецьке військо спочатку поводило себе коректно. Німецька комендатура зайняла будинок Дворянського зібрання на Думській площі (нині — Майдан Незалежності), німецький гарнізон у Києві становив близько 30 тисяч вояків. У Києві перебував і штаб німецьких військ (група армій «Київ») на чолі з генералом Ейхгорном, що розташувався у будинку Бродського на Катерининській вул. (нині — вул. Липська).
З приходом німців у Києві миттєво встановилися порядок і спокій. Зникли грабунки й насильства. Навіть пізньої ночі можна було ходити по вулицях, не відчуваючи небезпеки. Відкрилися театри, кінематограф, ресторани, магазини. Зголоднілі за війну німецькі солдати були просто приголомшені великою кількістю продуктів харчування у київських магазинах, вони, типово, купчилися біля вітрин, де були виставлені смажені поросята, кури, гуси, качки, сало, масло, цукор і різні солодощі, які можна було придбати без усяких карток і за порівняно низькими цінами. Зранку на базарах німці залюбки купували сало, що стало звичайною на той час картиною.
Господарювали німці у Києві з притаманною їм схильністю до порядку. Був віддрукований прекрасний план міста німецькою мовою, на київських перехрестях з'явилися таблички з німецькими написами. Місто вкрилося павутиною телефонних і телеграфних дротів, які зв'язували між собою німецькі установи. Поновилися зв'язки з Європою: відкрилися два великих книжкових магазини, які крім книжкових новинок отримували свіжі берлінські й віденські газети.

## Наслідки
Німецька влада від самого початку не приховувала своєї головної мети перебування в Україні. За мирним договором (на додаток до Брестського протоколу пізніше було прийнято ще три економічні угоди) німці мали отримати велику кількість продовольства, сировини та збіжжя. Продовольство вивозилось різними каналами. Для киян найпомітнішими були часті посилки німецьких солдат додому. Було навіть відкрито спеціальний магазин, де продавались різного розміру невеликі дерев'яні ящики для «посилок додому». Але це, звичайно, була лише краплина у тому морі продовольства, яку німці сподівались вивезти з України.
Слідом за німецькою армією до Києва повернулася і законна українська влада: спочатку — Рада народних міністрів, а 9 березня 1918 року — Центральна Рада. Урядовці УНР, малодосвідчені і навіть наївні, вважали себе господарями становища і розцінювали прихід німців лише як «дружню допомогу» у вигнанні більшовиків. У своїй внутрішній політиці вони дотримувалися попереднього соціалістичного курсу і цілком щиро сподівались, що німецька армія не втручатиметься у внутрішнє життя України. Але вона малп власні інтереси в Україні.
Тому, пересвідчившись у нездатності Української Центральної Ради до державного керівництва, німці підтримали державний переворот 29 квітня 1918 року, який змінив соціалістичний режим на консервативний та більш поміркований — гетьманат Павла Скоропадського.